# Primera batalla de Polotsk
En la primera batalla de Pólotsk, que tuvo lugar del 17 al 18 de agosto de 1812, las tropas rusas al mando de Peter Wittgenstein combatieron contra las tropas francesas y bávaras dirigidas por Nicolas Oudinot cerca de la ciudad de Pólotsk, deteniendo el avance de Oudinot hacia San Petersburgo. La primera batalla de Polotsk debe distinguirse de la segunda batalla de Pólotsk, que tuvo lugar durante la misma campaña dos meses después.

## Acontecimientos
Después de la batalla de Klyástitsy y varias pérdidas menores, el cuerpo de Oudinot se retiró a Pólotsk. En la madrugada del 17 de agosto, el 1.er Cuerpo de Infantería dirigido por Wittgenstein atacó las posiciones francesas cerca del pueblo de Spas, lo que obligó a los franceses a retirarse. Oudinot transportó unidades adicionales al sector del ataque y también contraatacó en el centro. Por la noche, tanto los franceses como los rusos lograron mantener sus posiciones. Oudinot fue herido y tuvo que entregar el comando a Gouvion Saint-Cyr.
A la mañana siguiente, Gouvion Saint-Cyr emprendió una gran ofensiva. Se las arregló para engañar a Wittgenstein sobre el área de la ofensiva, reagrupar a sus tropas y de repente atacar el flanco izquierdo y el centro de las posiciones rusas. Al principio, la ofensiva fue un gran éxito, las tropas francesas aplastaron a los rusos y capturaron siete cañones.
Cuando la derrota parecía inminente, Wittgenstein organizó un contraataque de caballería. Asustó a los franceses, que cesaron la ofensiva y se retiraron. Wittgenstein se retiró al Drissa. Durante los siguientes dos meses, tanto los franceses como los rusos no intentaron alterar el equilibrio de poderes.
Las pérdidas franco-bávaras sumaron 6.000 muertos y heridos. Los rusos perdieron 5.500. Las pérdidas de oficiales generales bávaros fueron pesadas. El general de infantería Bernhard Erasmus von Deroy fue herido de muerte y el mayor general Siebein fue asesinado. Los Generales Mayores Vincenti y Raglovitch fueron heridos. Entre los franceses, tanto Oudinot como el general de la Brigada François Valentin resultaron heridos. Los generales rusos Berg, Hamen y Kazatchkowski sufrieron heridas

## Citas
1. 1 2 3 4 5 6  Bodart, 1908, p. 435.
2. 1 2  Nafziger, 1988, p. 146.
3. 1 2 3 4  Clodfelter, 2017, p. 162.
4. 1 2 3  Nafziger, 1988, p. 157.

- Datos: Q903248
- Multimedia: Battle of Polack (1812, August) / Q903248